# چای‌لی (یورغیر)
چای‌لی (به ترکی استانبولی: Çaylı) یک منطقهٔ مسکونی در ترکیه است که در یورغیر واقع شده‌است.